# Statue-menhir de Monteils
La statue-menhir de Monteils est une statue-menhir appartenant au groupe rouergat découverte à La Serre, dans le département de l'Aveyron en France.

## Description
Elle a été découverte par M. Pescayre en 1907 au nord-ouest de la Borie d'Alricie. Elle a été sculptée dans un bloc de grès permien d'origine locale mesurant 0,80 m de hauteur sur 0,60 m de largeur et 0,12 m d'épaisseur.
La statue est complète. À l'origine, c'est une statue-menhir masculine. Le visage est complet (nez, yeux, tatouages), en relief il donne l'impression d'être un masque. Les bras et les mains sont bien visibles, les jambes sont disjointes. Le personnage porte un arc et un baudrier. Dans un second temps, l'arc a été martelé et la bretelle droite du baudrier a été réutilisée pour représenter un collier à trois rangs avec pendeloque (là où se trouvait précédemment « l'objet »). Le dos de la statue n'a pas été retouché, les attributs masculins (bretelles du baudrier) ont été conservé,. Les crochets-omoplates et une ceinture sans ornement sont aussi visibles.
La statue est conservée dans les collections de la société archéologique du Midi de la France, une copie a été installée près du lieu de sa découverte.